# Salix sitchensis
Salix sitchensis es una especie de sauce perteneciente a la familia de las salicáceas.  Es nativo del noroeste de América del Norte desde Alaska hasta el norte de California a Montana. Es una común y abundante vegetación en muchos tipos de costas y del interior en hábitat de humedales, tales como pantanos, ríos, en las costas en dunas de arena y en los manantiales de montaña.

## Descripción
Es variable en apariencia, tomando la forma de un espeso arbusto erecto o un árbol de hasta 8 metros de altura. Las hojas son de hasta 12 centímetros de largo, en forma de lanza o con puntas ovaladas, de bordes lisos o dentados, a menudo con los bordes enrollados. Las partes inferiores son peludas con textura lanuda, y las superficies superiores son de color verde en su mayoría sin pelo y más oscuras. La inflorescencia  es un amento delgado o corto y robusto. Los amentos masculinos son de hasta 5 o 6 centímetros de largo y los amentos femeninos más largos, a veces de más de 10 centímetros, cuando los frutos se desarrollan.

## Taxonomía
Salix sitchensis fue descrita por Sanson ex Bong. y publicado en Mémoires de l'Académie Imperiale des Sciences de St.-Pétersbourg. Sixième Série. Sciences Mathématiques, Physiques et Naturelles 2(2): 162–163. 1832.
Etimología
Salix: nombre genérico latino para el sauce, sus ramas y madera.
sitchensis: epíteto
Sinonimia
- Salix coulteri
Salix cuneata